# FC Slovan Liberec
FC Slovan Liberec este un club de fotbal din orașul ceh Liberec. Are în palmares trei titluri de campioană și două Cupe ale Cehiei, toate cucerite în anii 2000. Este unul dintre cele mai de succes cluburi din Cehia.

## Istoria
Slovan Liberec s-a înființat la 12 iulie 1958, din unirea a două cluburi din orașul Liberec, Jiskra și Slavoj. În primele decenii de la înființare, echipa a jucat în diviziile a doua și a treia din Cehoslovacia, reușind avansarea în prima ligă doar după ruperea Cehiei de Slovacia și formarea unui Campionat al Cehiei, în 1993. De atunci, Slovan joacă doar în primul eșalon al fotbalului din această țară.
În 2000, Slovan a obținut primul trofeu din palmares, Cupa Cehiei, după ce cu un an înainte jucase în premieră în finală, pierdută însă în disputa cu Slavia Praga. Pentru ca în anul 2002 echipa să obțină primul titlu de campioană, întrerupând astfel seria titlurilor câștigate de echipele din capitala Praga. În același an a înregistrat și cea mai bună performanță pe plan european, ajungând până în sferturile de finală ale Cupei UEFA, unde a fost eliminată de Borussia Dortmund.

## Performanțe

### Pe plan intern
Prima ligă cehă
- Campioană (3): 2001/2002, 2005/2006, 2011/2012
- Locul trei (1): 2008/2009

Cupa Cehiei
- Trofee (2): 1999/2000, 2014/2015
- Finale pierdute (2): 1998/1999, 2007/2008

## Europa
Cupa UEFA
- - Sferturi de finală: 2002

UEFA Europa League
- -  Șaisprezecimi (1) : 2013/2014

Cupa UEFA Intertoto
- - Finalistă: 2004